# Henri Léon Thiébaut
Pour les articles homonymes, voir Thiebaud, Thiébault, Thiébaut (homonymie).
Henri Léon Thiébaut, né le 12 décembre 1855 à Paris (ancien 5e arrondissement), mort le 12 janvier 1899 à Paris (17e arrondissement), est un artiste complet peintre Non confusion avec Henri Victor Joseph Thiébault, erreur tenant sa source dans une mauvaise transcription depuis Bénézit,  sculpteur, graveur, médailleur et fondeur français.

## Biographie
Fils du fondeur Victor Thiébaut, il fut co-directeur de la fonderie Thiébaut Frères.
Il est l'élève de Lequien et débute au Salon des artistes français de 1878.
Les catalogues d'exposition du Salon des artistes français indiquent qu'il fut aussi élève de Gérome et de Ferrier et qu'il exposa La Mélancolie des ports en 1909, Le Départ du chalutier en 1910, Au pardon de Sainte-Anne-la-Palud en 1911, L'Heure dorée et Pêcheurs bretons en 1912, et L'Épave en 1913[réf. souhaitée].[[Aucun artiste n'expose après la date de son décès ici posé à 1899. Confusion avec Henri Victor Joseph Thiébault, Artiste Peintre, né le 19 Juin 1879 à Charenton de son père Joseph Adolphe Thiébault, décédé le 7 février 1892, et de sa mère Marie Joséphine Lafon. Ils étaient domiciliés au 111 Avenue de Saint-Mandé à Paris, 12eme Arrondissement]]
Les œuvres sont rares en ventes publiques, mais recherchées par les amoureux de la Bretagne.[[ Confusion, les oeuvres peintes sont uniquement de Henri Victor Joseph Thiébault et pas de Henri Thiébaut, elles ne sont pas rares, mais mal attribuées. Atteint de tuberculose évolutive, il réside en Bretagne à Dinard, Villa de la mer chez Monsieur Legendre puis chez Monsieur Bonnefoit, entre 1914 et 1919. Il décède à Vence le 19 avril 1928]] https://archives.paris.fr/arkotheque/visionneuse/visionneuse.php?arko=YTo0OntzOjQ6ImRhdGUiO3M6MTA6IjIwMTktMDUtMTgiO3M6MTA6InR5cGVfZm9uZHMiO3M6MTE6ImFya29fc2VyaWVsIjtzOjQ6InJlZjEiO2k6MTc7czo0OiJyZWYyIjtpOjEyNjY3MTk7fQ%3D%3D#uielem_move=0%2C0&uielem_rotate=F&uielem_islocked=0&uielem_zoom=43
```
Il est l'auteur du buste en bronze sur la sépulture Renaud du 
cimetière de Passy
[
3
]
.
```